# Ashland (Nebraska)
Pour les articles homonymes, voir Ashland.
La ville américaine d’Ashland est située dans le comté de Saunders, dans l’État du Nebraska. Lors du recensement de 2010, sa population s’élevait à 2 453 habitants.

## Personnalités liées à la ville
Clayton Anderson a grandi à Ashland.

## Source
- (en) Cet article est partiellement ou en totalité issu de l’article de Wikipédia en anglais intitulé « Ashland, Nebraska » (voir la liste des auteurs).